# Драгиша Милијевић
Драгиша Милијевић (Неготин, 15. јун 1907 — Босански Александровац, 1941) био је српски и југословенски пилот, официр и командир ловачке ескадриле.

## Биографија
Драгиша Милијевић, рођен је 15. јуна 1907. у Неготину у породици оца Младена Милијевића, свештеника који је службовао у селу Трњане код Неготина и мајке Зорке, учитељице у том месту. Отац му је био Неготинац, а мајка Београђанка из породице Давидовић. Отац његове мајке Зорке био је брат од стрица Љубе Давидовића, вође Демократске странке.

## Школовање
Основну школу завршио је у Трњану. Гимназију је учио у Неготину и једну годину у Зајечару, кад су у Неготину и Књажевцу били укинути, па враћени виши разреди гимназије. Матурирао је 1926. године и примљен је са 54. класом у Војну академију у Београду коју је завршио 1929. Пилотску школу у Новом Саду завршио је 1930. године, Ловачку школу 1937, Школу гађања 1938. а курс ноћног лета 1939.

## Каријера
Пре рата службовао је и летео у Београду, Скопљу, Нишу и на другим војним аеродромима. Пред рат је  био капетан прве класе на положају командира 106. ловачке ескадриле, 33. ловачке групе, 4. ваздухопловног пука, 2. ваздухопловне бригаде Оперативног ваздухопловства Краљевине Југославије.  Немачки напад и рат затиче га у Босанском Александровцу.

## Смрт
Ескадрила Драгише Милијевића имала је задатак да штити 8. бомбардерски пук на земљи и у ваздуху при планираним акцијама бомбардовања као и да се бори против немачке авијације која је дејствовала над Југославијом. Трећег дана рата, 8. априла 1941. ескадрила је већ имала два полетања и била спремна и добро маскирана. Немци су 8. априла око 13 сати и 30 минута напали летилице 4. ловачког пука. Било их је 32 и касније се сазнало да су навођени из оближњег Трапистичког самостана чији су фратри углавном били Немци. Немачки ловци су били подељени у две групе, једна је кружила на висини, а друга је гађала возила и камионе на путу. У тој борби Драгиша Милијевић је оборио један непријатељски авион, али је погођен и његов авион и том приликом је рањен. Погинуо је при покушају да слети на оближњу њиву, када га је срушио непријатељски рафал. Сахрањен је у Босанском Александровцу али је касније његова мајка пренела његове земне остатке на Ново гробље у Београду у 22. парцелу. Гроб му је уређен и означен као пилотски.

## Одликовања
На предлог Удружења за неговање ваздухопловних традиција одликован је орденом Витешког мача првог реда за храбро и пожртвовано држање на челу своје ескадриле и обарање једног немачког авиона. Његово име уклесано је и у споменик палим Трњанцима у Трњану код Неготина.